# Teatro Vittorio Alfieri (Torino)

Logo del teatro

Il teatro Vittorio Alfieri è un teatro di Torino, uno dei maggiori insieme al Regio e al Carignano. Si trova in piazza Solferino, e ospita regolari stagioni di prosa.

## Storia
Fu costruito su progetto dell'architetto Lorenzo e suo figlio Barnaba Panizza, quindi inaugurato nel 1855. Tuttavia, rimase presto distrutto da un incendio il 5 gennaio 1858, e fu quindi celermente ricostruito nello stesso anno. Re-inaugurato il 22 agosto 1860, subì altri incendi nel 1863, nel 1868 e nel 1927, ma sempre ricostruito seguendo i disegni originari.
 Il teatro fu poi parzialmente colpito dalle incursioni aeree del 20 novembre e 8 dicembre 1942, durante la seconda guerra mondiale. Ristrutturato nel 1949, fu ampliata la platea e furono annesse le due attuali gallerie. L'ultima ristrutturazione dell'edificio avvenne nel 2002. Alla sua destra, all'angolo con Via Cernaia, si può ammirare anche la facciata ottocentesca della casa progettata e abitata dallo stesso Panizza.

## Spettacoli
Inizialmente fu adibito a rappresentazioni liriche ed equestri grazie alla notevole capienza (2.000 spettatori). 
In seguito divenne la destinazione preferita per le rappresentazioni di prosa. Nel 1882 vi fu la prima assoluta de Il sortilegio, di Antonio Scontrino, nel 1888 di La Mandragola di Achille Graffigna, mentre nel 1909 di Capitan Fracassa di Mario Pasquale Costa; nel 1922 fu la volta di Scugnizza. 
Nel 1950 avviene la prima assoluta di Otto Schnaffs di Sandro Fuga diretta da Oliviero De Fabritiis nell'ambito di un cartellone che nello stesso anno vedeva le prime di Simon Boccanegra di Verdi diretto da Franco Ghione con Mirto Picchi, Carlo Tagliabue e Tancredi Pasero, Pelléas et Mélisande (opera) di Debussy, La sposa venduta di Smetana diretta da Ghione con Alvinio Misciano ed Ettore Bastianini, La traviata diretta da De Fabritiis con Giacinto Prandelli ed Ugo Savarese e Lohengrin (opera) con Rosanna Carteri, Gino Penno, Tagliabue e Pasero. 
Nel 1951 vi furono rappresentate le prime di La forza del destino diretta da De Fabritiis con Jolanda Gardino, Mario Filippeschi, Paolo Silveri, Saturno Meletti e Pasero, Boris Godunov (opera) con Boris Christoff, Giorgio Tozzi e Raffaele Arié, L'Arlesiana (opera) con Giulietta Simionato, Agostino Lazzari e Piero Guelfi, La bohème diretta da Gianandrea Gavazzeni con Giuseppe Campora e Bastianini e Falstaff (Verdi) diretta da Gavazzeni con Miriam Pirazzini, Mariano Stabile (cantante) e Renato Capecchi e nel 1953 Margherita da Cortona di Licinio Refice diretta dal compositore con Elisabetta Barbato, Renata Scotto ed Ugo Novelli e Rigoletto con Prandelli, Savarese e Tozzi, Andrea Chénier (opera) diretto da Gavazzeni con Bastianini e Novelli, Manon Lescaut diretta da Gavazzeni con Clara Petrella e La figlia di Madame Angot di Charles Lecocq.
Dagli anni cinquanta la programmazione degli spettacoli fu curata da Giuseppe Erba, tenace pioniere e straordinario impresario teatrale e culturale torinese che caratterizzò gli spettacoli dell'Alfieri in termini di qualità e varietà, affiancando alla prosa eccezionali interpreti del jazz come Louis Armstrong, Duke Ellington, Miles Davis o Dizzie Gillespie, esplorando il teatro classico grazie a una feconda unione con Vittorio Gassman, ospitando rivista e operetta e offrendo il suo palco a personaggi quali Erminio Macario, Wanda Osiris, Renato Rascel, Walter Chiari, Ugo Tognazzi, Raimondo Vianello e Sandra Mondaini, Carlo Dapporto, Gino Bramieri, Giorgio Gaber, Gigi Proietti e molti altri.
Sino ad oggi è stato gestito dalla Compagnia Torino Spettacoli; fanno parte del circuito anche il teatro Erba e il teatro Gioiello.
Dal settembre 2022 il Teatro Alfieri e il Teatro Gioiello sono gestiti da Fabrizio di Fiore con la “FdF Gestioni Attività Teatrali”.
La direzione artistica è affidata a Luciano Cannito.